# جفرسن ایرپلین
جفرسن ایرپلین (به انگلیسی: Jefferson Airplane) یک گروه راک آمریکایی بود که در سال ۱۹۶۵ در سن فرانسیسکو شکل گرفت. آن‌ها یکی از اولین گروه‌های سایکدلیک سن‌فرانسیسکو به‌شمار می‌آیند. جفرسن ایرپلین همچنین اولین گروه سایکدلیک آن منطقه‌است که آثارش هم با فروش چشم‌گیر همراه شد و هم موفق شد نظر مساعد منتقدان موسیقی را به‌خود جلب کند.
گذشته از برگزاری کنسرت‌های عظیم و پرفروش، آن‌ها تنها گروه موسیقی هستند که در ۳ جشنوارهٔ راک معتبر ایالات متحده در دههٔ ۱۹۶۰ حضور داشته‌اند، مانتری (۱۹۶۷)، وودستاک (۱۹۶۹) و آلتامونت (۱۹۶۹). افزون بر اقبال بین‌المللی آثار جفرسن ایرپلین آن‌ها در کشور خاستگاه‌شان هم بسیار محبوب بودند، ۲ تک‌آهنگ آن‌ها در سال ۱۹۶۷ به جدول ۱۰ آهنگ پرفروش روز آمریکا راه یافتند و ۷ آلبوم آن‌ها در زمان انتشارشان جزو ۲۰ آلبوم پرفروش آن کشور بوده‌اند. از آلبوم Surrealistic Pillow آن‌ها که در سال ۱۹۶۷ منتشر شد به‌عنوان یکی از آلبوم‌های مهم دوره‌ای از جنبش هیپی که به‌اصطلاح تابستان عشق نامیده شده و اثری که به شهرت بین‌المللی جفرسن ایرپلین منجر شد، یاد می‌شود. ۲ ترانهٔ «کسی برای دوست داشتن» و «خرگوش سفید» که نامشان در فهرست «۵۰۰ ترانه برتر همه دوران‌ها» مجلهٔ رولینگ استون هم به چشم می‌خورد متعلق به این آلبوم هستند.
اعضای گروه در سال ۱۹۹۸ به تالار مشاهیر راک اند رول راه‌یافتند.